# Kotkansaari (ö i Nyland)
Kotkansaari är en ö i Finland. Den ligger i sjön Lojo sjö och i kommunen Lojo i den ekonomiska regionen  Helsingfors  och landskapet Nyland, i den södra delen av landet, 60 km väster om huvudstaden Helsingfors. Öns area är 2,4 hektar och dess största längd är 310 meter i sydväst-nordöstlig riktning.